# Vannah Sterling
Vannah Sterling (Long Island, Nueva York; 15 de abril de 1972) es una actriz pornográfica estadounidense retirada.

## Biografía
Vannah Sterling, cuyo nombre de nacimiento es Anna Maria Kitras, nació en Long Island (Nueva York) en una familia de ascendencia griega. Es la mayor de tres hermanos que crecieron en una familia cristiana ortodoxa. Paso varios años de su infancia, adolescencia y madurez en Grecia.
Antes de decidir entrar en la industria pornográfica, Kitras trabajó como cajera en un supermercado durante su adolescencia; como camarera durante la Universidad, y como gerente corporativa en el sector financiero. Tras la crisis económica de 2008, en la que perdió su empleo, decidió entrar, con 36 años, en la industria porno tras conocer a un productor de la misma que le ayudó a dar sus primeros pasos. Una de sus primeras películas, y su gran éxito como protagonista, fue Coctomom, en la que mantenía relaciones con 9 actores.
Al igual que otras tantas actrices que comenzaron con más de treinta años en la industria, por su físico, su edad y atributos, fue etiquetada como una actriz MILF. Muchas de sus películas han tratado esta temática, así como la de lésbica entre MILF o interracial.
Otras de sus películas destacables son Big Ass Mommies, MILFs Love Chocolate o Interracial Milf Orgy 3.
En 2009 grabó la película Cheating Housewives 6, junto a Francesca Le, Julia Ann, Holly Sampson y Stephanie Swift. En dicha película, Sterling tuvo su primera escena de sexo anal interracial con el actor Prince Yahshua, por la que fue nominada en los Premios X Urban a la Mejor escena de sexo anal.
En 2011 estuvo nominada en los Premios AVN a la Artista MILF/Cougar del año.
En 2014 decidió retirarse, habiendo aparecido en algo más de 140 películas como actriz.

## Premios y nominaciones
| Año  | Ceremonia       | Resultado | Premio                      | Trabajo               |
| ---- | --------------- | --------- | --------------------------- | --------------------- |
| 2009 | Premios X Urban | Nominada  | Mejor escena de sexo anal   | Cheating Housewives 6 |
| 2011 | Premios AVN     | Nominada  | Artista MILF/Cougar del año | —                     |